# サムシン・エルス (ジャック・ブルースのアルバム)
『サムシン・エルス』（原題：Somethin Els）は、スコットランドのミュージシャン、ジャック・ブルースが1993年に発表した、ソロ名義では10作目のスタジオ・アルバム。

## 解説
「ウィルパワー」と「シップス・イン・ザ・ナイト」は、元々は1989年発売のベスト・アルバム『Willpower』に新曲として収録された曲で、いずれもエリック・クラプトンがゲスト参加している。クラプトンは「ウェイティング・オン・ア・ワード」でもギターを弾いた。「FM」はブルースのソロ・ピアノ演奏である。
「ピーシズ・オブ・ジ・イースト」はイラン・イラク戦争、「クリミナリティ」はサッチャー政権の内務大臣ダグラス・ハードの発言を取り上げた曲である。
Stephen Thomas Erlewineはオールミュージックにおいて5点満点中4.5点を付け「ソロ・キャリアにおける最良のアルバムの一つに仕上がった」と評している。2014年にイギリスのEsoteric Recordingsから発売された再発CDには、マーク・ナウシーフやミロスラフ・タディッチと共に録音したアルバム『スネイク・ミュージック』からの3曲がボーナス・トラックとして収録されている。

## 収録曲
特記なき楽曲はジャック・ブルースとピート・ブラウンの共作。9.はインストゥルメンタル。
1. ウェイティング・オン・ア・ワード "Waiting on a Word" – 3:54
2. ウィルパワー "Willpower" – 4:27
3. シップス・イン・ザ・ナイト "Ships in the Night" – 5:22
4. ピーシズ・オブ・ジ・イースト "Peaces of the East" – 4:57
5. クローズ・イナフ・フォー・ラヴ "Close Enough for Love" (Jack Bruce) – 5:53
6. G.B.ドーン・ブルース "G.B. Dawn Blues" – 2:41
7. クリミナリティ "Criminality" – 5:07
8. チャイルドソング "Childsong" (J. Bruce, Pete Brown, Hymas) – 5:09
9. FM "FM" (J. Bruce) – 3:33

### 2014年再発CDボーナス・トラック
1. "The Wind Cries Mary" (Jimi Hendrix)
2. "Lizard on a Hot Rock" (J. Bruce, Mark Nauseef, Miroslav Tadić)
3. "Rope Ladder to the Moon"

## 参加ミュージシャン
- ジャック・ブルース - ボーカル、ベース、ピアノ、キーボード、チェロ、ドラムス、パーカッション
- エリック・クラプトン - リードギター（#1、#2、#3）
- ペーター・ヴァイヘ - ギター（#1、#5）、アコースティック・ギター （#3）
- クレム・クレムソン - ギター（#2、#5、#6）
- レイ・ゴメス - ギター（#7）
- スチュアート・エリオット - ドラムス（#1、#2、#3、#4、#5、#6）
- アントン・フィアー - ドラムス（#7）
- トリロク・グルトゥ - パーカッション（#1、#8）、ドラムス（#5、#8）、コンガ（#6）
- マーク・ナウシーフ - パーカッション（#8）
- ディック・ヘクストール＝スミス - サクソフォーン（#6）
- デイヴ・リーブマン - サクソフォーン（#7、#8）
- マギー・ライリー - ボーカル（#3）、バッキング・ボーカル（#4）